# 早船愛子
早船愛子 （HAYAFUNE Aiko，1980年1月23日—），日本女子手球運動員，現為日本國家女子手球隊隊員。富山縣出生，畢業於南部中学校、氷見高校及筑波大学。

## 簡歷
2010年11月，早船愛子代表日本出戰廣州亞運會，參加女子手球比賽項目，奪得銀牌。